# Massaranduba (Santa Catarina)
Massaranduba é um município brasileiro do estado de Santa Catarina. É conhecido como a "capital catarinense do arroz".

## Origem do nome
Maçaranduba, variação de maçarandiba, é um termo de origem tupi (mosarandiýua).
Foi à presença abundante da árvore Maçaranduba que se deu a denominação a este município. Maçaranduba é nome comum a diversas espécies de árvores brasileiras, pertencentes ao gênero Manilkara, da família das sapotáceas. Estas árvores fornecem madeira de cor vermelho-escura, dura e homogênea que se destaca por sua resistência a umidade.

## História
O município de Massaranduba foi criado pela lei estadual nº 247 de dezembro de 1948, da Assembleia Legislativa do Estado, desmembrado dos municípios de Blumenau, Itajaí e Joinville. Porém pouco durou o novo município, pois no segundo semestre de 1949 a sede e denominação passaram de Massaranduba para o 2º Distrito de Guaramirim. Finalmente, através da Lei Estadual nº 746/61, de 29 de agosto de 1961, foi emancipado definitivamente o município de Massaranduba.

## Bairros
Braço Direito
Colonizado por italianos a partir do braço direito do leito do Rio Luís Alves, daí o nome, estruturou-se a partir de pequenas propriedades rurais. Os descendentes de italianos ainda hoje buscam cultivar algumas tradições herdadas, como os festejos de ano novo, quando as crianças visitam as casas para desejar um "bom princípio", além da festa de reis, chamada "Pavarui Pavarelli", e a religiosidade católica.
Patrimônio
Foi um dos primeiros bairros da cidade, onde se instalaram os primeiros imigrantes alemães da cidade, que até hoje com seus devidos descendentes representam 85% dos moradores da rua. Hoje é considerado um bairro pacato de classe média.
Massarandubinha
Massarandubinha é uma pequena comunidade rural localizada próxima ao Guarani-Açú e ao Alto Freimann. A agricultura é a principal atividade econômica, com destaque para o arroz e a banana. Poucas indústrias de conserva e de roupas se localizam lá. A escola da comunidade é a Felipe Manke e a igreja, a Nossa Senhora da Glória. A descendência dos habitantes é em maioria alemã, polonesa e italiana, com a religião predominantemente católica.